# Sonny Criss
Sonny Criss, geboren als William Criss (Memphis, 23 oktober 1927 – Los Angeles, 19 november 1977), was een Amerikaanse jazz-altsaxofonist van de hardbop.

## Carrière
Sonny Criss kwam in 1942 naar Los Angeles en speelde meestal daar, deels met eigen bands, deels met Johnny Otis, Howard McGhee, Billy Eckstine, Gerald Wilson en andere plaatselijke bands. In 1947 was hij deelnemer aan Jam Sessions, georganiseerd door Norman Granz, en aan diens JATP-tournees in 1948. Tijdens de jaren 1950 nam hij een reeks platen op bij Imperial Records (Jazz U.S.A., Go Man, Sonny Criss Plays Cole Porter ft. Sonny Clark). In 1953 ging hij met Buddy Rich op tournee. Vanaf 1965 tekende hij bij Prestige Records en nam diverse albums op in de hardbop-traditie, zoals Portret of Sonny Criss (1967) met Walter Davis jr., Paul Chambers en Alan Dawson. In 1968 nam hij zes composities en arrangementen op van Horace Tapscott, die op Sonny's Dream verschenen. Meewerkende muzikanten waren onder andere Conte Candoli, Ray Draper, Teddy Edwards, Tommy Flanagan en Al McKibbon.
Er volgden sessies voor Muse Records en Impulse! Records. In 1974 werkte hij met de pianist Georges Arvanitas, in 1975 met Dolo Coker en Ray Crawford (Criscraft). Zijn spel op de altsaxofoon werd sterk beïnvloed door Charlie Parker.

## Ziekte en overlijden
In 1977 werd bij Sonny Criss maagkanker geconstateerd. Op 19 november 1977 pleegde hij op 50-jarige leeftijd zelfmoord.

## Discografie

### Platen onder eigen naam
- 1947: California Boppin' 1947 (Fresh Sound Records)
- 1947-1965: Memorial Album (DIW Records)
- 1949-1957: Sonny Criss Quartet 1949-1957 (Fresh Sound Records)
- 1951: Intermission Riff (OJC)
- 1956: The Complete Imperial Sessions (Blue Note Records)
- 1959: Sonny Criss Quartet Featuring Wynton Kelly (Fresh Sound Records)
- ####: Jazz In Paris - Sonny Criss: Mr. Blues Pour Flirter (Emarcy)
- 1966: This Is Criss (Prestige/OJC)
- 1967: Portrait Of Criss (Prestige/OJC)
- 1968: The Beat Goes On (OJC) met Cedar Walton
- 1968: Sonny's Dream (Prestige/OJC) met Conte Candoli
- ####: Up, Up And Away (OJC)
- ####: Rockin' In Rhythm (OJC)
- 1969: I'll Catch The Sun (Prestige) met Hampton Hawes, Monty Budwig, Shelly Manne
- 1975: Crisscraft (Muse Records)
- 1975: Out Of Nowhere (Muse Records) met Barry Harris

### Overige opnamen
- 1952: Charlie Parker: Inglewood Jam (Fresh Sounds Records) met Chet Baker
- 1952: West Coast Jazz Session - Live At The Trade Winds 1952 (Fresh Sounds Records)
- 1950-1952: Wardell Gray: Memorial, Vol 2 (OJC)
- 1970: Hampton Hawes: Live At Memory Lane (Fresh Sound Records)

- Biblioteca Nacional de España: XX1547059
- Bibliothèque nationale de France: cb138928386 (data)
- Gemeinsame Normdatei: 134352424
- International Standard Name Identifier: 0000 0000 5933 8357
- Library of Congress Control Number: n94059709
- MusicBrainz: de0b20ad-fc6f-460f-a21d-d0321e187ffc
- Nationale Bibliotheek van Israël: 987007411152805171
- Nederlandse Thesaurus van Auteursnamen: 09703603X
- Istituto Centrale per il Catalogo Unico: LO1V263937
- SNAC: w6t7340g
- Virtual International Authority File: 5117246
- WorldCat: E39PBJhMkrrDYXYGdf8CPdT4MP